# Caylus
För arkeologen, se Anne Claude de Caylus.
Caylus är ett strategibrädspel för 2 till 5 spelare där det gäller att placera sina arbetare på ett strategiskt sätt för att producera mat och bygga byggnader. Spelet liknar Puerto Rico i komplexitet och har inga inslag av slump förutom i iordningställandet. Spelet är konstruerat av William Attia och lanserades 2005 av Ystari i Frankrike och England, och av Rio Grande Games i Amerika.

## Bakgrund
Alla spelare är byggmästare i en liten by i medeltida Frankrike. Tillsammans hjälps de åt att utveckla den lilla provinsen till en stad genom att upprätta byggnadsverk och utbyggning av det stora slottet i Caylus.
"Det var en gång, 1289. I sin strävan efter att stärka det franska kungarikets gränser beslöt kung Filip den sköne att bygga ett nytt slott. Än så länge är Caylus en liten anspråkslös by men snart tillströmmar arbetare och hantverkare i mängder lockade av stora förhoppningar. Kring bygget växer långsamt fram en stad."
Citerat ur de svensk-finska spelreglerna.

## Spelprincip
Det enda som påverkar omgångarna i Caylus är vilka handlingar spelarna väljer att utföra. Det finns alltså ingen slump som kan verka för någons för- eller nackdel och det kan således vara lönt att tänka igenom sina drag noggrant. Eftersom spelet tar mellan 60 och 180 minuter så har man också tid att planera om sin strategi.
Genom att placera ut arbetare i byns olika byggnader kan mynt (dinarer) och resurser erhållas som senare kommer att användas till dessa byggen, men arbetarna måste även betalas. Resurserna (kuber i olika färger) som förekommer i spelet är: proviant, sten, trä, tyg och guld. Guld är en mer exklusiv och mer svåråtkomlig resurs och används främst mot slutet. Beroende på vad spelaren satsar på att bygga bör valet av vilka resurser denne vill erhålla göras noga.
En tur består av åtta faser där alla spelare får agera:
1. Inkomst. Alla spelare får en grundinkomst på 2 dinarer och sedan ytterligare inkomst för bostäder och vissa prestigebyggnader som spelaren äger.
2. Placering av arbetare. Spelarna placerar i turordningen sina arbetare på lediga platser (med några undantag). Varje arbetare kostar 1 dinar. Om en spelare inte vill placera några arbetare kan man passa. Varje gång en spelare passar blir ytterligare arbetare 1 dinar dyrare att placera ut.
3. Aktivering av specialbyggnader. Specialbyggnaderna (de fem byggnader som är närmast slottet men innan bryggan) aktiveras och deras effekter appliceras.
4. Profossen förflyttar sig. Varje spelare kan flytta profossen ett steg framåt eller bakåt genom att betala 1 dinar, maximalt 3 steg. Alla arbetare som är placerade efter profossen tas bort ty de är inte tillåtna att arbeta.
5. Aktivering av byggnader. Med början av den första neutrala byggnaden efter bryggan så aktiveras alla byggnader i ordning.
6. Byggande på slottet. Spelarna bygger den sektion av slottet som för närvarande är under konstruktion (fängelsehåla, väggar eller torn), och detta görs i ordningen som spelarna placerade sina arbetare för att bygga på slottet.
7. Slutet av en tur. Utmätaren (The bailiff) förflyttar sig längs vägen. Han förflyttar sig två steg framåt om profossen är framför honom, och ett steg framåt om profossen är bakom eller på samma ruta som honom. Han går aldrig bakåt. Efter att utmätaren har gått flyttas profossen till samma ruta som utmätaren.
8. Poängberäkna sektioner. Om utmätaren når en ruta där det ska poängberäknas, eller om en sektion av slottet blir färdigbyggd, så poängberäknas den sektionen.

Spelaren som nu är först i turordningen påbörjar första fasen i nästa tur.
Spelet tar slut när utmätaren når poängberäkningsrutan för tornet, eller när alla tornplatser har blivit färdigbyggda. Efter att de sista prestigepoängen har delats ut för överblivna pengar och resurser så vinner spelaren med mest prestigepoäng.

## Utgivningar
En kortspelsversion, Caylus Magna Carta, publicerades 2007 och är en begränsad och förenklad version av Caylus för 2 till 4 spelare. I denna version finns inget spelbräde. Spelarna börjar med en identisk kortlek men som blandas och drar en korthand var. I kortversionen förekommer alltså slumpen som element.

## Mottagande
Caylus har vunnit följande utmärkelser:
2006
- International Gamers Award
- Deutscher Spiele Preis
- Nederlandse Spellenprijs
- Spiel des Jahres, speciell utmärkelse för komplext spel
- BoardGameGeek Golden Geek, årets spel samt Best Gamer's Game
- Hra roku (årets spel i Tjeckien), endast nominerad

2005
- Tric Trac d'Or
- Meeples' Choice Award